# ميكيت آتون
مكت آتون (مصرية قديمة: مꜥكت اتن)، وتعني (محمية من قبل آتون) كانت الابنة الثانية للفرعون المصري إخناتون وزوجته الملكية العظيمة نفرتيتي. ومن المرجح أنها عاشت بين العام الرابع والعام الرابع عشر من حكم أخناتون. على الرغم من أنه لا يُعرف عنها سوى القليل، إلا أنها غالبًا ما تُصوَّر مع أخواتها برفقة والديها الملكيين في الثلثين الأولين من فترة العمارنة.

## سيرة ذاتية

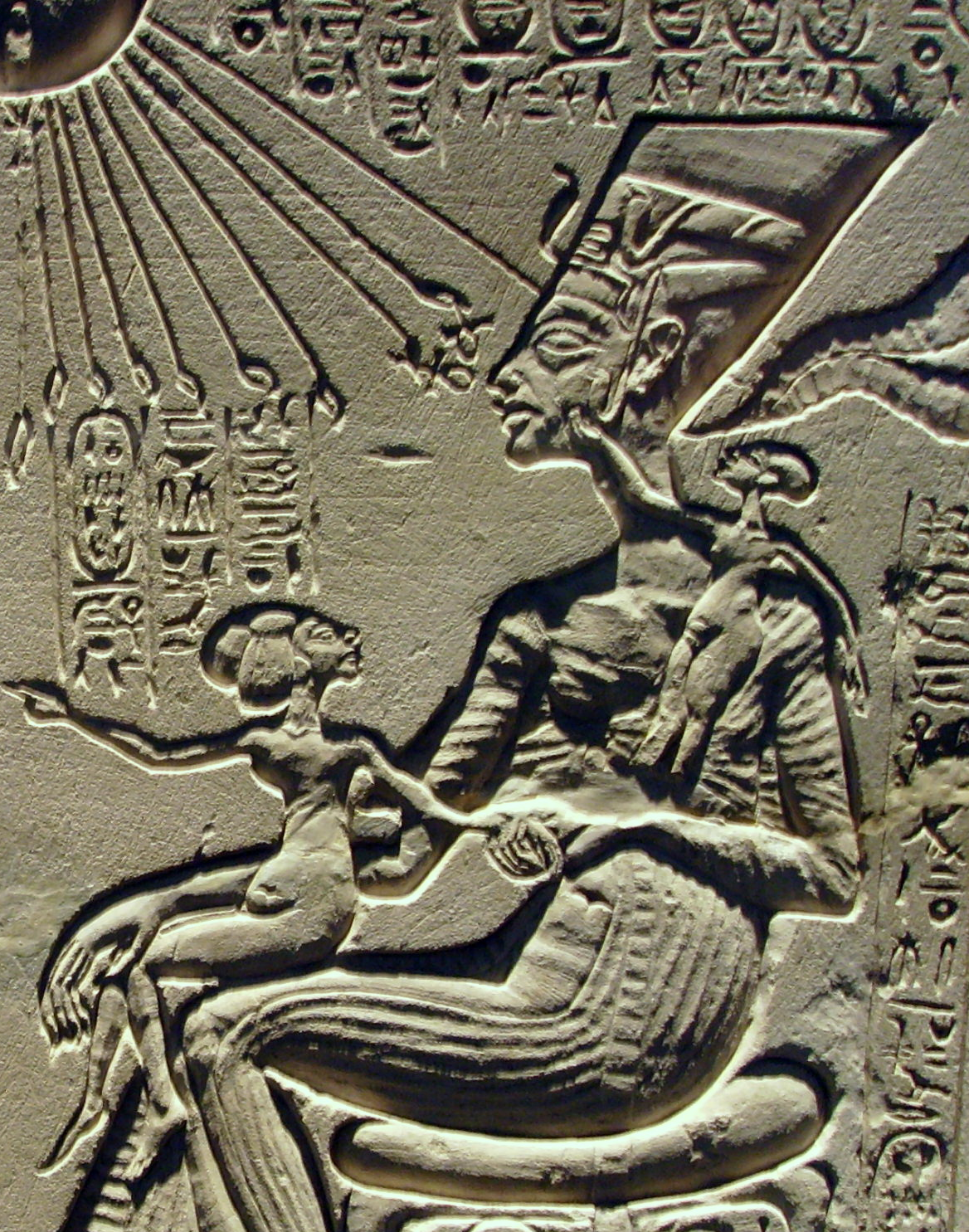
مكت اتون (على اليسار) مع والدتها واختها

وُلدت مكت اتون تقريبًا في العام الرابع من حكم أخناتون.  كان لديها أخت كبرى، ميريت آتون، وأربع أخوات أصغر منها:عنخ إسن آمون، ونفرنفرو آتون تاشيريت، ونفرنفرو رع، وستيبن رع. من المحتمل أن يكون توت عنخ آتون هو الأخ الشقيق أو الأخ غير الشقيق من خلال والدهم.
يتم تقدير سنة ميلادها بناءً على تواريخ النقوش التي تشير إليها. أول تصوير معروف لمكت آتون موجود على جدران معبد هوت بنبن في طيبة، وهو مخصص لوالدتها نفرتيتي. بالإضافة إلى ذلك، تظهر مكت آتون خلف ميرت آتون في النقوش اللاحقة، والتي يُعتقد أنها تعود إلى السنة الرابعة أو ما بعده. علاوة على ذلك، تمت إضافة تمثالها إلى لوحة حدودية في تل العمارنة والتي تنص على أحداث من السنة الرابعة وتم نحتها في السنة الخامسة.
انتقلت مكت آتون والعائلة المالكة إلى أخيتاتون ، عندما كانت لا تزال طفلة صغيرة. وتصور مقابر نبلاء العمارنان العائلة المالكة، بما في ذلك مكيت اتون، في مشاهد مختلفة من الحياة الملكية. في مقبرة آي، تم تصوير مكيت اتون وهي تحمل صينية الهدايا بينما تلف ذراعها حول رقبة نفرتيتي. في العام الثاني عشر من حكم والدها، حضرت مكت آون وعائلتها حفل استقبال الجزية الأجنبية. ويمكن رؤية ذلك في عدة مشاهد مصورة داخل المقابر الخاصة للمسؤول هويا، ورئيس الكهنة ميري رع الثاني.
تشمل الآثار الأخرى التي تذكر مكيت اتون لوحة من مصر الجديدة، وقاعدة تمثال من الفيوم، ومقابر بانيهيسي وبارنيفر 

## وفاة ودفن
توفيت مكت آتون في العام 14 تقريبًا من حكم أخناتون إذا لم تمت أثناء الولادة، فمن المرجح أنها ماتت بسبب وباء مع أفراد آخرين من العائلة المالكة. بين العامين ١٢ و ١٥ ، اختفى العديد من أفراد العائلة المالكة من السجل التاريخي ولكن يتم ذكرهم مرة أخرى: الملكة الأم تي، وزوجة الملك كيا، وبنات الملك نفرنفرو رع، وستبن رع، ومكت آتون يُعتقد أن مكيت آتون، دُفنت في المقبرة الملكية في أخيتاون. تم اكتشاف أجزاء من تابوتها في هذا الموقع، وعليه نقوش تذكر والديها، أختها عنخ إسن آمون، وجديها أمنحتب الثالث والملكة تي .

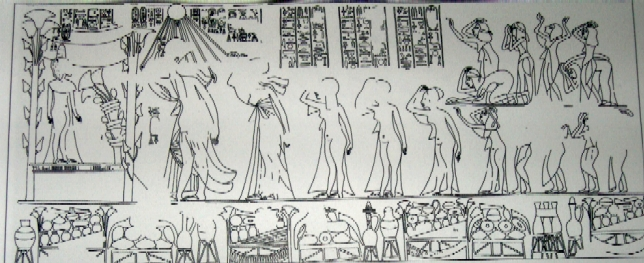
مكت آتون تحت المظلة، على اللوحات الجدارية لغرفة γ. وأمامها: أخناتون، ونفرتيتي، وميرت آتون، وعنخ إسن امون، ونفرنفرو آتون تاشريت.

 تحتوي إحدى الغرف على مشهد يصور امرأة شابة ميتة تُعرف باسم مكت آتون، بينما يظهر مشهد آخر وهي واقفة تحت مظلة. ويقف أمامها والداها، أخناتون ونفرتيتي، وبناتهما الثلاث ميريت اتون، وعنخ إسن آمون، ونفرنفرو آتون تاشيريت.
في كلا الغرفتين في المقبرة، تم تصوير أخناتون ونفرتيتي في حالة حداد وإمساك بجسد خامل لامرأة يُفترض أنها مكيتاتون. وخلفهم، ظهرت ممرضة تحتضن طفلًا، برفقة حامل مروحة يشير إلى الوضع الملكي للطفل. ويعتقد أن هذا الطفل هو ميكت آتون. 
ولذلك، واستنادًا إلى الأدلة الموجودة في المقبرة الملكية في أخيتاتون، فمن المحتمل جدًا أن يكون مكت اتون قد دُفنت هناك بالفعل.